# Neunhausen
Neunhausen (luxembourgsk: Néngsen) er en kommune og et byområde i Luxembourg. Kommunen, som har et areal på 11,85 km², ligger i kantonen Wiltz i distriktet Diekirch. I 2005 havde kommunen 253 indbyggere. 
49°52′36″N 5°53′08″Ø / 49.8766667°N 5.8855556°Ø